# 唐斯盛
唐斯盛（1559年—？），字應中，號骐石，湖廣長沙府湘潭縣人，軍籍，明朝政治人物。

## 生平
萬曆十年（1582年）壬午科湖廣鄉試十六名舉人，萬曆十四年（1586年）丙戌科會試二百九十一名，登三甲第二十二名。刑部观政，六月授任直隸蘇州府推官。十七年九月丁憂，十九年降一级调用。二十一年改衢州府儒學教授，二十二年升國子監學正，二十五年升南户部主事，二十八年升员外郎，二十九年升郎中。

## 家族
曾祖唐奉，曾任壽官；祖父唐篁，生员，累封中憲大夫福建漳州府知府；父唐九德，丙辰進士，歷任廣東按察司按察使兼參政。母黃氏（累封恭人）。重庆下。弟文盛（生员）、鳴盛、际盛、逢盛、继盛、养盛、萃盛。